# Округ Фронтир (Небраска)
Фронтир (енгл. Frontier County) је округ у америчкој савезној држави Небраска.

## Демографија
По попису из 2010. године број становника је 2.756, што је 343 (-11,1%) становника мање него 2000. године.
| Група             | 2000.         | 2010.         |
| Белци             | 3.036 (98,0%) | 2.687 (97,5%) |
| Афроамериканци    | 3 (0,1%)      | 0 (0,0%)      |
| Азијати           | 8 (0,3%)      | 4 (0,1%)      |
| Хиспаноамериканци | 30 (1,0%)     | 35 (1,3%)     |
| Укупно            | 3.099         | 2.756         |